# Этельрик (епископ Дарема)
Этельрик (англ. Æthelric; умер 15 октября 1072) — англосаксонский прелат, епископ Дарема в 1041—1056 годах.

## Биография
Этельрик был монахом в аббатстве Питерборо, откуда епископ Дарема Эдмунд привёз его для обучения монахов Даремского монастыря монашеской жизни. Около 1040 года умер епископ Эдред, после чего 11 января 1041 года в Йорке новым епископом был посвящён Этельрик. Возможно, что своим выдвижением он обязан графу Нортумбрии Сиварду, который позже помог ему вернуться в Дарем после того, как Этельрик был вынужден бежать из-за конфликта с монахами Дарема.
В 1056 году Этельрик был вынужден сложить полномочия епископа. Приводятся 2 возможные причины, которые вынудили его пойти на подобный шаг. По одной версии, во время перестройки церкви в Честер-ле-Стрит епископ присвоил себе найденный клад, что вызвало скандал. При этом он якобы отправил в свой бывший монастырь Петерборо деньги для финансирования там строительных работ. Другой причиной могло быть то, что Этельрик не смог защитить епархию от посягательства на его права местных жителей. При этом епископ ушёл в отставку после смерти графа Сиварда, который был его главной опорой в Дареме. Сменил Этельрика его брат Этельвин, который ранее помогал ему присвоить сокровища.
Перестав быть епископом, Этельрик удалился в аббатство Петерборо, где оставался до Нормандского завоевания Англии. После мая 1170 года он был арестован по приказу ставшего королём Вильгельма I Завоевателя и умер в плену в Вестминстере 15 октября 1072 года.